# The Booby Hatch
The Booby Hatch är en amerikansk komedi från 1976. Filmen är skriven och regisserad av Rudy Ricci och Jack Russo. Den handlar om ett vetenskapligt geni som skapat en uppfinning för att testa människors erotiska nivåer och börjar därmed leta efter försökspersoner.

## Roller
- Sharon Joy
- Joy Miller
- Rudy Ricci
- Doug Sortino
- David Emge - Angelo Fettucini
- Alan Harris